# اشتفان راب
اشتفان راب (به انگلیسی: Stefan Raab) (زاده ۲۰ اکتبر ۱۹۶۶) خواننده آلمانی است.
او در مسابقه آواز یوروویژن ۲۰۰۰ نماینده آلمان بود.